# Honoré Daumier
Honoré Daumier (Marseille, 26. veljače 1808. – Valmondois, 11. veljače 1879.) je bio francuski slikar, grafičar i kipar; jedan od najplodnijih crtača 19. st.; izvrstan litograf (oko 4000 litografija); utemeljitelj satiričnih tjednika La Charicature i Le Charivarim, u kojima nekoliko desetljeća objavljuje britke karikature kritizirajući političko-socijalnu stvarnost i društvene događaje u Francuskoj. Većinu života proveo je stvarajući u Parizu, a kao slikar i kipar bio je samouk, što ga nije spriječilo da postane jedan od vodećih umjetnika realizma.

## Životopis
Daumier je rođen u Marseillesu kao sin Jean-Baptistea Louisa Daumiear i Cécile Catherine Philippe. Njegov otac je bio glazer koji je zbog svojih književnih težnji, u želji da postane objavljivanim pjesnikom, preselio obitelj u Pariz 1816. god. Mladi Daumier je u mladosti pokazivao neodoljivu težnju umjetničkoj profesiji, koju je njegov otac želio zatomiti zaposlivši ga kod, te kao potrčka, i naposljetku kod knjižara. God. 1822., postao je štićenikom A. Lenoira, bliskog očevog prijatelja, umjetnika i arheologa. Sljedeće godine je primljen na Švicarsku akademiju (Académie Suisse), a usput se bavio litografijom kod izdavača Belliarda. 
Savladavši tehniku litografije, Daumier započinje svoju umjentičku karijeru radeći ilustracije za izdavače glazbenih djela i reklama. uslijedio je njegov anonimni rad za izdavače, pri čemu je kopirao stil N. Charleta i izražavao sklonost Napoleonizmu. Do 1873. god. skoro je potpuno oslijepio, te je umro siromašan i neshvaćen. 
Tijekom prve polovice 20. st. njegovo djelo je rehabilitirano i danas je njegov cjelokupni umjetnički opus visoko cijenjen.

## Djela
Daumier je izdao brojne cikluse litografija: Sloboda tiska; Ljudi pravde; Ministri kao džepari itd.
Daumier je bio samouki slikar i većinom je slikao manje formate njegujući likovni izraz koji je primjereniji njegovim litografijama, a u slikama se pokazao kao inovativan i progresivan. U krajnjoj redukciji likovnog izraza, škrtom paletom, kontrastima tamnih i svijetlih masa, slikao je dirljive scene patnji pučkih likova ili likova po književnim predlošcima, te povijesnih ili društvenih događanja.
U istoj maniri je u glini modelirao ekspresivne, često polikromirane, karikature političara i portrete francuskih književnika (Honoré de Balzac).

## Galerija odabranih djela
- Karikatura Victora Hugoa, litorgrafija iz časopisa "Le Charivari", 20. srpnja 1849.
- Konferencija u Londonu iz 1832.
- Pošteni ljudi, litografija iz 1834.
- Crispin i Scapin, 1858.-1860., ulje na platnu, 60 × 82 cm, Louvre, Pariz.
- Kolekcionar grafika, 1857.-60., ulje na platnu, 41 × 33 cm, Muzej Petit-Palais Pariz.
- Umišljeni bolesnik, ulje na platnu.

## Vanjske poveznice
- Podrogne informacije o životu i djelu Honoréa Daumiera, bibliografija i izložbe (en).
- Digitalni katalog njegovih 4000 litografija i 1000 drvoreza.
- Daumierove litografije na Sveučilištu Brandeis.
- Daumier Galerija.
- Još Daumierovih galerija.